# 仁川学院小学校
仁川学院小学校（にがわがくいんしょうがっこう）は、兵庫県西宮市甲東園にある私立小学校。

## 概要

### 沿革
仁川学院の設立母体であるコンベンツァル聖フランシスコ修道会は、1930年4月24日に来日したマキシミリアノ・コルベ神父により日本に支部が設立される中で、1956年に本校が開校した。

### 卒業後の進路
ほとんどの児童は中学受験を経て外部の中学校に進学するため、そのまま系列の仁川学院中学校へ進学する児童は毎年数人である。

### 校風・行事
カトリックミッションスクールであるため、宗教的な行事がしばしば行われる。創立記念日には隣接する仁川学院中学校・高等学校で法人全体での記念式典を行う。

### 施設
小学校舎
2009年に新校舎となり、旧校舎は解体、同時に系列校の仁川学院中学校は高等学校敷地内へと移転した。学院敷地は一般の車道を境に南北に区切られており、北は中学・高校、および幼稚園、南は小学校がある。
小学生が北側の校地に入ることは安全管理上で禁止されているが、朝礼時などに学院施設を使用するときのみ入ることができる。また小学校舎南のグラウンドは小中共同利用グラウンドのため(ただし東西で区別されている)、中学生はグラウンド使用時に限って小学校敷地に入ることを便宜上許可されている。
グロッタ
聖母マリアの胎内をイメージした洞窟。
小学校体育館
小学校専用の体育館。北の壁面にはモザイクで描かれた教育理想像アッシジの聖フランシスコ画がある。

## 著名な卒業生
- 樹里咲穂 - 女優、元宝塚歌劇団男役スター
- 能島裕介 - 社会起業家、特定非営利活動法人ブレーンヒューマニティー創業者
- 杉本和範 - 政治家、第10代福井県小浜市長
- 貴景勝貴信 - 元大相撲力士、年寄14代湊川